# Nationaler Qualifikationsrahmen
Die Entwicklung eines Nationalen Qualifikationsrahmens in Österreich (NQR) führt zurück auf die Empfehlung des Europäischen Parlaments und des Rates zur Einrichtung eines Europäischen Qualifikationsrahmens für Lebenslanges Lernen im Jahr 2008. Die Europäische Union rät ihren Mitgliedstaaten darin zur Entwicklung und Implementierung von Nationalen Qualifikationsrahmen auf freiwilliger Basis und empfiehlt, diese bis 2010 an den Europäischen Qualifikationsrahmen zu koppeln. Aktuell arbeitet ein Großteil der EU-Mitgliedstaaten sowie einige Kandidatenländer an der Umsetzung dieser Empfehlung und setzt damit klare Zeichen in Richtung eines europäischen Bildungsraumes.
Bereits im Kontext der Ratssitzung von Lissabon wurde vom Europäischen Rat die Notwendigkeit einer größeren Transparenz der europäischen Befähigungsnachweise festgehalten. Die durch den Bologna-Prozess im Bereich der Hochschulbildung vorangeschrittene Idee eines Europäischen Bildungsraumes, wurde im Jahr 2002 durch den Kopenhagen Prozess auf die berufliche Bildung ausgeweitet. Durch die Implementierung der EQR-Empfehlung sollen Transparenz und Mobilitätsförderung nun im gesamten Bildungssystem forciert werden.

## Zielsetzung und Nutzen des NQR
In erster Linie soll der Nationale Qualifikationsrahmen Systematik in der Komplexität der österreichischen Bildungslandschaft schaffen, anhand welcher nationale Qualifikationen zueinander in Verbindung gestellt und miteinander verglichen werden können. Ziel ist es, zwischen den verschiedensten Niveaus und Bereichen des nationalen Qualifikationssystems zu ‚übersetzen‘, und somit für Klarheit und Verständlichkeit über die verschiedensten Bildungsabschlüsse zu sorgen.
Zusätzlich ergeben sich durch die Koppelung des NQR an den Europäischen Qualifikationsrahmen zahlreiche Vorteile. Für Bürger bestehen diese vor allem in einem europaweiten Verständnis für Umfang und Qualität ihrer Qualifikationen und den sich daraus ergebenden Möglichkeiten, sich mobil und transparent durch die europäische Bildungslandschaft und den europäischen Arbeitsmarkt zu bewegen. Für Unternehmen ergeben sich Vorteile vor allem durch eine vereinfachte Nutzung nationaler und internationaler Qualifikationen und Potentiale, einen erleichterten grenzüberschreitender Erfahrungsaustausch, und somit eine potentielle Steigerung der Wettbewerbsfähigkeit.

## Struktur und Aufbau des NQR
Der österreichische Nationale Qualifikationsrahmen entspricht in seiner Struktur jener des EQR. Er besteht aus 8 Niveaustufen und den entsprechenden Deskriptoren in drei Dimensionen, den Lernergebnissen. Der österreichische NQR umfasst sämtliche Ebenen und Bereiche des österreichischen Bildungssystems. Um die Komplexität der österreichischen Bildungslandschaft zu durchbrechen, wurde diese in drei „Korridore“ unterteilt. Korridor 1 umfasst das formale Bildungs- und Schulsystem (d. h. formale allgemeine und berufliche Aus- und Weiterbildung), Korridor 2 das System der nicht-formalen Bildung (z. B. Erwachsenenbildung) und Korridor 3 meint den gesamten Bereich des informellen Lernens (z. B. Kompetenzen, die durch Arbeitserfahrung, in der Freizeit, durch ehrenamtliche Tätigkeit etc., erworben werden). Nach Abschluss der Entwicklungs- und Implementierungsarbeiten sollen im NQR alle drei Korridore abbildbar sein, das heißt anhand von kompetenzbeschreibenden Deskriptoren zu einem Niveau des NQR zugeordnet und transparent dargestellt sein.
Auf den höheren Stufen des NQR (Niveau 6 bis 8) werden Bologna-Qualifikationen (Bachelor, Master, PhD) auf Grundlage der Dublin-Deskriptoren zugeordnet werden. Im Sinne des Durchlässigkeitsprinzips des NQR soll und darf jedoch nicht von vornherein ausgeschlossen werden, dass diese höheren NQR Niveaus auch auf anderen Bildungswegen erreicht werden können. Das Design des NQR spiegelt diese ‚Zweiteilung‘ in den oberen Rängen wider, indem er Bologna-Qualifikationen und jene höheren Qualifikationen, die außerhalb der Hochschulen erworben werden, in zwei separaten, parallel verlaufenden ‚Strängen‘ behandelt, und zweitere anhand der definierten NQR-Deskriptoren zuordnet.

### Qualifikation
Eine Qualifikation im Sinne des NQR ist ein Abschlusszeugnis oder Zertifikat, das den positiven Abschluss einer Qualifikation bezeugt und von einer offiziellen Stelle bestätigt und beglaubigt wurde. Am Ende einer Qualifikation steht demgemäß ein sogenanntes Feststellungsverfahren, in dem objektiv und standardisiert überprüft wird, ob ein Lernender die im Lehrplan seiner Ausbildung definierten Lernziele erreicht hat.

### Lernergebnisse
Im Zuge der Entwicklung und Implementierung des lernergebnisorientierten NQR vollzieht sich auch im österreichischen Schulsystem ein Paradigmenwechsel von der Input- zur Output-Orientierung, was unter anderem durch die aktuelle Lehrplanreform im berufsbildenden Schulwesen (siehe auch ‚Kompetenzorientierung', 'Bildungsstandards in der Berufsbildung') erkennbar wird. Qualifikationen werden dem NQR einzig und allein auf Basis ihrer Lernergebnisse zugeordnet, was zu einer Irrelevanz von Dauer, Ort, Inhalt und anderer Input-Faktoren für die Niveauzuordnung führt. Es folgt eine erhöhte Durchlässigkeit im österreichischen Schul- und Bildungswesen, welche ein Erreichen der einzelnen NQR Niveaus auf einer Vielzahl von Bildungsschienen ermöglicht.

### Kenntnisse, Fertigkeiten, Kompetenzen
Lernergebnisse beschreiben, was ein Lernender/eine Lernende als Resultat des vorhergegangenen Lernprozesses wissen, oder im Stande zu tun sein sollte. Im Detail unterscheidet der NQR drei Dimensionen von Lernergebnissen. Die erste Dimension ‚Kenntnisse‘ umfasst Wissen und Verständnis in einem spezifischen Lern- oder Arbeitsbereich (z. B. Wissen über Theorien und Praxis). Die zweite Dimension ‚Fertigkeiten‘ umfasst praktische, kognitive und soziale Kompetenzen, über die der Lernende am Ende seines Bildungsweges verfügen sollte (z. B. Problemlösungskompetenz, Kommunikationsfähigkeit). Die dritte und letzte Dimension der ‚Kompetenzen‘ repräsentiert das Maß an Selbständigkeit, Autonomie und Verantwortung, welches ein Lernender/eine Lernende am Ende der Qualifikation in der Lagen sein sollte zu übernehmen, das heißt, die Fähigkeit seine erworbenen Kenntnisse und Fertigkeiten in einer Lern- oder Arbeitssituation einsetzen und anwenden zu können. Für jede dieser drei Dimensionen sieht der NQR allgemeine und verhältnismäßig abstrakt formulierte Deskriptoren auf jeder Niveaustufe vor. Die erzielten Lernergebnisse werden mit diesen Deskriptoren abgeglichen und in der Folge im Sinne des ‚Best Fit Principles‘ der entsprechenden Niveaustufe zugeordnet.

## Der Europäische Qualifikationsrahmen als Übersetzungsinstrument
Die europäische Bildungslandschaft ist geprägt durch eine ausgebildete Heterogenität nationaler Qualifikationssysteme. Mit dem Europäischen Qualifikationsrahmen soll Transparenz auf allen Bildungsebenen geschaffen werden. National erworbene Qualifikationen sollen europaweit sichtbar, verständlich und vergleichbar gemacht werden, und realistisch auf dem europäischen Bildungs- und Arbeitsmarkt positioniert werden. Transnationale Mobilität, Lebenslanges Lernen, Beschäftigungsfähigkeit und Wettbewerbsfähigkeit sollen auf diesem Wege gefördert und ausgebaut werden. Der EQR beabsichtigt dabei nicht, in nationale Bildungssysteme einzugreifen, bzw. entgegen dem Subsidiaritätsprinzip die Kompetenzen der Mitgliedstaaten im Bildungsbereich zu verändern. Wesentliches Ziel ist die Schaffung einer ‚Zone gegenseitigen Vertrauens‘, in der Bildungsabschlüsse und die damit verbundenen Lernergebnisse transnational verstanden und transparent dargestellt werden können. Somit soll ein wesentlicher Beitrag zur Mobilitätssteigerung und zum grenzüberschreitenden Erfahrungs- und Ressourcenaustausch geleistet werden. Im weiteren Sinne leistet der EQR in seiner Zielsetzung einen wesentlichen Beitrag zur Erreichung der Benchmarks von Education and Training 2020 (Mobilität, Transparenz, Qualität, Förderung von Lebenslangem Lernen) und zur weiteren Stärkung von Wettbewerbsfähigkeit, Beschäftigungsfähigkeit und sozialem Zusammenhalt der einzelnen Mitgliedstaaten sowie der gesamten Union im Sinne der übergreifenden Strategie von Europa 2020.